# Escola de Guerra Naval

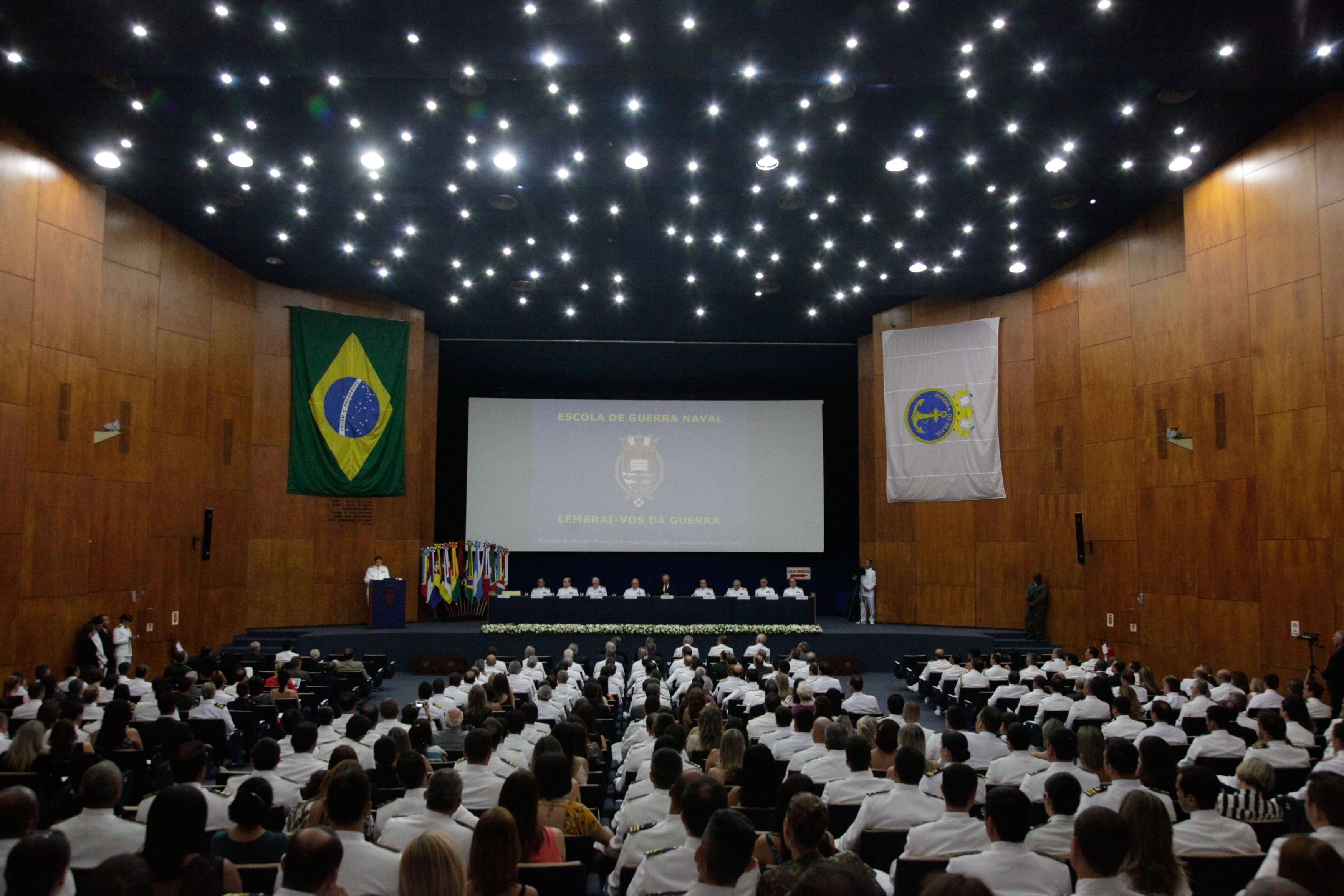
Cerimônia de encerramento dos Cursos de Política e Estratégia Marítimas (C-PEM) e de Estado-Maior para Oficiais Superiores (C-EMOS)

A Escola de Guerra Naval (EGN) é uma organização de ensino da Marinha do Brasil, criada para formar os comandantes e oficiais de estado-maior da instituição, preparando-os para a ocupação de postos na Alta Administração Naval. Ela complementa a Escola Naval, que introduz os oficiais à carreira naval. A Escola foi inaugurada em 11 de junho de 1914, sob o nome de "Escola Naval de Guerra", recebendo a denominação atual em 1930. Desde a fundação ela teve várias sedes, todas na cidade do Rio de Janeiro. O Estado-Maior da Armada (EMA) aprova seu regimento e currículo e fixa o número de vagas para os cursos.
Em sua fundação, ela era inspirada no Naval War College da Marinha dos Estados Unidos e desde o início oficiais americanos foram contratados para o seu corpo docente. Nos anos seguintes, a Escola seria uma das portas de entrada para a influência da Missão Naval Americana.
Para oficiais de carreira, a EGN oferece o Curso de Política e Estratégia Marítimas (CPEM), o Curso de Estado-Maior para Oficiais Superiores (CEMOS), Curso Superior na modalidade Ensino à Distância e Curso de Estado-Maior para Oficiais Intermediários (CEMOI). O currículo do CEMOS abrange a Estratégia clássica, Estratégia Operacional, Administração Naval, Direito, Economia e Planejamento Militar, concluindo num jogo de guerra. Com duração de um ano, o CEMOS é um dos requisitos para o CPEM, que, por sua vez, é requisito para a promoção a contra-almirante. No CPEM, também de um ano, estuda-se o poder marítimo e poder naval, os documentos de alto nível da Marinha e as conjunturas nacional e internacional onde relevantes ao planejamento estratégico da instituição. O CPEM é espaço para a discussão e crítica à organização e procedimentos da Marinha. Cursos equivalentes nas outras Forças Armadas são realizados na Escola de Comando e Estado-Maior do Exército (ECEME) e na Escola de Comando e Estado-Maior da Aeronáutica (ECEMAR).